# داوید نووتنی
داوید نووُتنی (چکی: David Novotný؛ زادهٔ ۱۲ ژوئن ۱۹۶۹) بازیگر اهل جمهوری چک است.
از فیلم‌ها یا برنامه‌های تلویزیونی که وی در آن نقش داشته‌است، می‌توان به برادران کارامازوف، لیگ محلی و یانوشیک: روایتی واقعی اشاره کرد.